# Echague
Echague est une municipalité de la province d’Isabela, aux Philippines.